# Tomas Jonsson
Tomas Jonsson (* 12. dubna 1960 ve Falunu, Švédsko) je bývalý švédský hokejista a v současnosti hokejový trenér.

## Hráčská kariéra

### Klubová kariéra
Začínal v rodném městě ve druholigovém Falun IF, v roce 1977 přestoupil do MODO Hockey a hrával nejvyšší švédskou ligu. V roce 1979 byl draftován do NHL týmem New York Islanders. V NHL debutoval v sezóně 1981/1982. Hned v prvním ročníku získal s týmem Islanders Stanley Cup a stal se tak teprve třetím evropským hokejistou, který tohoto úspěchu dosáhl. V následující sezóně tým z New Yorku vítězství v NHL zopakoval. 

V New York Islanders působil Tomas Jonsson až do roku 1989, kdy byl vyměněn do Edmonton Oilers. Tam však nezůstal dlouho, ještě téhož roku se vrátil do Švédska a zakotvil v Leksands IF. Tam hrál až do roku 1998, poté kariéru zakončil ve Falunu.

### Reprezentační kariéra
Za Švédsko odehrál 203 mezinárodních utkání. Má šest medailí z mistrovství světa, v roce 1991 byl členem týmů mistrů světa. V roce 1994 se švédským týmem zvítězil na olympijských hrách v Lillehammeru, čímž se spolu se spoluhráči Hakanem Loobem a Matsem Näslundem stal prvními členy Triple Gold Clubu sdružujícího hráče, kteří ve své kariéře získali olympijské zlato, titul mistra světa i Stanley Cup.

## Trenérská kariéra
Působí jako trenér u dánského prvoligového týmu EfB Ishockey a současně jako asistent u dánské reprezentace.

## Úspěchy a ocenění

### Týmové
- mistr Švédska - 1979 s MoDo Hockey
- vítěz Stanley Cupu - 1982, 1983 s New York Islanders
- stříbro na MS juniorů do 20 let 1978
- bronz na MS juniorů do 20 let 1979, 1980
- titul mistra světa z roku 1991
- stříbro na MS 1981, 1986, 1990 a 1995
- bronz na MS 1979
- olympijský vítěz z roku ZOH 1994
- bronz na ZOH 1980

### Individuální
- nejlepší nováček švédské ligy 1978
- člen All-stars týmu MS juniorů do 20 let 1980
- člen Triple Gold Clubu - od roku 1994
- držitel Zlatého puku pro nejlepšího hokejistu švédské ligy 1995
- člen hokejové Síně slávy mezinárodní hokejové federace - od roku 2000